# Chaerephon plicata
Chaerephon plicata är en fladdermusart som först beskrevs av Buchanan 1800.  Chaerephon plicata ingår i släktet Chaerephon och familjen veckläppade fladdermöss.
Inga underarter finns listade i Catalogue of Life. Wilson & Reeder (2005) skiljer mellan fem underarter.
Arten blir 65 till 75 mm lång (huvud och bål), har en 30 till 40 mm lång svans och 40 till 50 mm långa underarmar. Pälsen är huvudsakligen mörkbrun och några hår på undersidan kan ha silvergråa spetsar. Liksom hos andra arter av samma familj förekommer flera invikningar i överläppen. Fladdermusens öron är sammanlänkade på hjässan.
Denna fladdermus förekommer med flera från varandra skilda populationer i centrala och södra Asien. Utbredningsområdet sträcker sig från Indien och centrala Kina till Filippinerna, Borneo och Lombok.  Habitatet varier mellan bland annat skogar och odlade områden. Individerna bildar vanligen stora kolonier i grottor med tusen eller fler medlemmar. Ibland observeras mindre grupper i bergssprickor och byggnader. Chaerephon plicata jagar insekter och andra ryggradslösa djur. Den flyger vanligen snabbt och högt över marken. Fladdermusens avföring (guano) samlas och används som gödsel.